# چندمستأجری
چند مستاجری (به انگلیسی: Multitenancy) در دانش رایانه اشاره به شیوه ای در طراحی معماری سیستمهای است که نرم‌افزار را به صورت سرویس ارائه می دهند. یک سیستم چند مستاجری یک نمونه در حال اجرای برنامه را بین گروهی از اجاره کنندگان (مشتری‌های سرویس) به اشتراک می گذارند. به جای اینکه هر کاربر از یک نمونه در حال اجرای برنامه اختصاصی استفاده کند، این نمونه بین چندین کاربر به اشتراک گذارده می‌شود.

## تاریخ نرم‌افزارهای چند-مستأجری
اگر برگردیم و تاریخ رایانه‌ها را بررسی کنیم، به روزگاری می‌رسیم که راه‌اندازهای سی‌دی یکی از پر استفاده‌ترین وسایل ورودی رایانه بودند (هر چند ممکن است برخی هم هنوز چنین ادعایی داشته باشند)، آن روزها صنعت نرم‌افزار کاملاً متفاوت از امروز بود. نرم‌افزارها بر روی لوح‌های فشرده‌ای فروخته می‌شد که از این طریق می‌توانستند بر روی رایانه‌ها نصب شوند. پس از این دوره، دسترسی به اینترنت سریع به صورت عمومی فراهم شد و لوح‌های فشرده به آرامی ناپدید شدند. در حال حاضر، مشتری باید نرم‌افزار را بارگیری و بر روی رایانهٔ خود نصب کند. چنین نرم‌افزاری که بر روی رایانه‌های مشتریان نصب می‌شود، درون-سازمانی (به انگلیسی: On-premises) نامیده می‌شود.
اگرچه این سیستم کار می‌کرد، اما این روش چند مشکل هم داشت. یک مثال، فرایند ارتقاء نرم‌افزاری است: به این دلیل که همهٔ نسخه‌های نرم‌افزار بر روی رایانه‌های مختلف نصب شده است، برای ارتقاء نرم‌افزار باید همهٔ این رایانه‌ها را جداگانه به روزرسانی کرد.
همهٔ این مشکلات دست به دست هم داد تا معماری جدیدی به نام چند-مستأجری پدید آید. این ایده که بتوانیم همهٔ به‌روزرسانی‌ها را در یک مکان انجام دهیم.

## انواع چند-مستأجریه
چند-مستأجری به کاربران متعدد رایانه (مستأجرین) اجازهٔ استفاده از یک نرم‌افزار کاربردی را بر روی رایانه‌های مشابه می‌دهد. این می‌تواند به دو روش انجام شود:
1. نمونه‌های چندگانه
2. نمونهٔ مشترک

برای مثال روش نمونه‌های چندگانه، با استفاده از ماشین‌های مجازی، یک برنامه نمونه (به انگلیسی: Instance) را برای هر کاربر اجرا می‌کند. مشکل بدیهی این روش، نیاز به منابع است که هر نمونه به اختصاص فضای جداگانه نیاز دارد.
روش نمونهٔ اشتراکی، یک نمونه از نرم‌افزار و پایگاه‌داده را در میان چندین کاربر به اشتراک می‌گذارد. این به این معناست که برای ارتقاء نرم‌افزاری تنها یک نمونه را به روز می‌کنیم — تصور کنید که این چقدر می‌تواند در پول و زمان، صرفه‌جویی کند. البته این تنها یک مزیت اجرای یک نرم‌افزار چند-مستأجری به جای یک نرم‌افزار تک-مستأجری‌ است.

## چند-مستأجری و رایانش ابری
مدل نرم‌افزار-به-عنوان-سرویس (SaaS) در رایانش ابری نیز از چنین معماری‌ای استفاده می‌کند به طوری که یک بستر نرم‌افزاری را برای تعداد زیادی از کاربران ارائه می‌کند. به همین خاطر از چند-مستأجری به عنوان یکی از مزایای رایانش ابری یاد می‌شود. 